# DTM seizoen 2014
Het DTM seizoen 2014 is het 15de seizoen van de Deutsche Tourenwagen-Masters, na de hervatting van het kampioenschap in 2000.
Op de Lausitzring, twee raceweekenden voor het einde van het kampioenschap, werd Marco Wittmann tot kampioen gekroond, omdat hij toen al zoveel punten had behaald dat andere coureurs hem niet meer in konden halen.

## Teams en rijders
Alle teams gebruiken banden van Hankook.
| Fabrikant     | Auto                     | Team                           | No. | Rijders                | Races |
| ------------- | ------------------------ | ------------------------------ | --- | ---------------------- | ----- |
| Audi          | Audi RS5 DTM             | Audi Sport Team Phoenix        | 1   | Mike Rockenfeller      | Alle  |
| Audi          | Audi RS5 DTM             | Audi Sport Team Phoenix        | 2   | Timo Scheider          | Alle  |
| Audi          | Audi RS5 DTM             | Audi Sport Team Abt Sportsline | 7   | Mattias Ekström        | Alle  |
| Audi          | Audi RS5 DTM             | Audi Sport Team Abt Sportsline | 8   | Miguel Molina          | Alle  |
| Audi          | Audi RS5 DTM             | Audi Sport Team Abt Sportsline | 15  | Edoardo Mortara        | Alle  |
| Audi          | Audi RS5 DTM             | Audi Sport Team Abt Sportsline | 16  | Adrien Tambay          | Alle  |
| Audi          | Audi RS5 DTM             | Audi Sport Team Rosberg        | 21  | Jamie Green            | Alle  |
| Audi          | Audi RS5 DTM             | Audi Sport Team Rosberg        | 22  | Nico Müller            | Alle  |
| BMW           | BMW M4 DTM               | BMW Team RBM                   | 3   | Augusto Farfus         | Alle  |
| BMW           | BMW M4 DTM               | BMW Team RBM                   | 4   | Joey Hand              | Alle  |
| BMW           | BMW M4 DTM               | BMW Team Schnitzer             | 9   | Bruno Spengler         | Alle  |
| BMW           | BMW M4 DTM               | BMW Team Schnitzer             | 10  | Martin Tomczyk         | Alle  |
| BMW           | BMW M4 DTM               | BMW Team MTEK                  | 17  | Timo Glock             | Alle  |
| BMW           | BMW M4 DTM               | BMW Team MTEK                  | 18  | António Félix da Costa | Alle  |
| BMW           | BMW M4 DTM               | BMW Team RMG                   | 23  | Marco Wittmann         | Alle  |
| BMW           | BMW M4 DTM               | BMW Team RMG                   | 24  | Maxime Martin          | Alle  |
| Mercedes-Benz | DTM AMG Mercedes C-Coupé | HWA Team                       | 5   | Christian Vietoris     | Alle  |
| Mercedes-Benz | DTM AMG Mercedes C-Coupé | HWA Team                       | 6   | Paul di Resta          | Alle  |
| Mercedes-Benz | DTM AMG Mercedes C-Coupé | HWA Team                       | 11  | Gary Paffett           | Alle  |
| Mercedes-Benz | DTM AMG Mercedes C-Coupé | HWA Team                       | 12  | Robert Wickens         | Alle  |
| Mercedes-Benz | DTM AMG Mercedes C-Coupé | HWA Team                       | 25  | Pascal Wehrlein        | Alle  |
| Mercedes-Benz | DTM AMG Mercedes C-Coupé | Mücke Motorsport               | 19  | Daniel Juncadella      | Alle  |
| Mercedes-Benz | DTM AMG Mercedes C-Coupé | Mücke Motorsport               | 20  | Vitaly Petrov          | Alle  |

## Kalender en resultaten
- De race op het Circuit Park Zandvoort zou in 2014 van de kalender verdwijnen ten faveure van de race in Guangzhou in China, maar op 24 juli 2014 bleek dat het organiseren van de race in Guangzhou niet mogelijk was en werd Zandvoort als vervanger opgeroepen.

| No. | Datum        | Circuit        | Winnaar            | Tweede             | Derde           | Poleposition      | Snelste rondetijd | Winnende team                  | Winnende auto            |
| --- | ------------ | -------------- | ------------------ | ------------------ | --------------- | ----------------- | ----------------- | ------------------------------ | ------------------------ |
| 01  | 4 mei        | Hockenheim     | Marco Wittmann     | Mattias Ekström    | Adrien Tambay   | Adrien Tambay     | Martin Tomczyk    | BMW Team RMG                   | BMW M4 DTM               |
| 02  | 18 mei       | Oschersleben   | Christian Vietoris | Mike Rockenfeller  | Edoardo Mortara | Marco Wittmann    | Miguel Molina     | HWA Team                       | DTM Mercedes AMG C-Coupé |
| 03  | 1 juni       | Hungaroring    | Marco Wittmann     | Miguel Molina      | Bruno Spengler  | Marco Wittmann    | Nico Müller       | BMW Team RMG                   | BMW M4 DTM               |
| 04  | 29 juni      | Norisring      | Robert Wickens     | Jamie Green        | Mattias Ekström | Robert Wickens    | Mattias Ekström   | HWA Team                       | DTM Mercedes AMG C-Coupé |
| 05  | 13 juli      | Moscow Raceway | Maxime Martin      | Bruno Spengler     | Mattias Ekström | Maxime Martin     | Miguel Molina     | BMW Team RMG                   | BMW M4 DTM               |
| 06  | 3 augustus   | Red Bull Ring  | Marco Wittmann     | Augusto Farfus     | Timo Glock      | Robert Wickens    | Mike Rockenfeller | BMW Team RMG                   | BMW M4 DTM               |
| 07  | 17 augustus  | Nürburgring    | Marco Wittmann     | Mike Rockenfeller  | Edoardo Mortara | Marco Wittmann    | Marco Wittmann    | BMW Team RMG                   | BMW M4 DTM               |
| 08  | 14 september | Lausitzring    | Pascal Wehrlein    | Christian Vietoris | Timo Scheider   | Pascal Wehrlein   | Timo Scheider     | HWA Team                       | DTM Mercedes AMG C-Coupé |
| 09  | 28 september | Zandvoort      | Mattias Ekström    | Marco Wittmann     | Martin Tomczyk  | Mike Rockenfeller | Marco Wittmann    | Audi Sport Team Abt Sportsline | Audi RS5 DTM             |
| 10  | 19 oktober   | Hockenheim     | Mattias Ekström    | Mike Rockenfeller  | Jamie Green     | Miguel Molina     | Marco Wittmann    | Audi Sport Team Abt Sportsline | Audi RS5 DTM             |

### Kampioenschap
| Pos | Coureur                | HOC | OSC | HUN | NOR | MSC | RBR | NÜR | LAU | ZAN | HOC | Punten |
| --- | ---------------------- | --- | --- | --- | --- | --- | --- | --- | --- | --- | --- | ------ |
| 1   | Marco Wittmann         | 1   | 19  | 1   | 6   | 4   | 1   | 1   | 6   | 2   | 5   | 156    |
| 2   | Mattias Ekström        | 2   | 13  | 9   | 3   | 3   | 7   | DNF | DNF | 1   | 1   | 106    |
| 3   | Mike Rockenfeller      | 4   | 2   | 10  | 8   | DNF | 13  | 2   | 10  | 15  | 2   | 72     |
| 4   | Christian Vietoris     | 15  | 1   | 20  | 21  | 7   | 9   | 6   | 2   | 5   | 15  | 69     |
| 5   | Edoardo Mortara        | 22  | 3   | 4   | 4   | 9   | 16  | 3   | 16  | 4   | 22  | 68     |
| 6   | Martin Tomczyk         | 7   | 9   | 13  | DNF | 13  | 4   | 8   | 8   | 3   | 7   | 49     |
| 7   | Maxime Martin          | 20  | 14  | 6   | 17  | 1   | 14  | 7   | 14  | 6   | DNF | 47     |
| 8   | Pascal Wehrlein        | 11  | DNF | 14  | 5   | 8   | DNF | 10  | 1   | 7   | 20  | 46     |
| 9   | Robert Wickens         | 18  | DNF | 11  | 1   | 14  | DSQ | 9   | 5   | 8   | 8   | 45     |
| 10  | Timo Scheider          | 9   | 7   | DNF | 10  | DNF | 5   | DNF | 3   | 9   | 6   | 44     |
| 11  | Jamie Green            | DNF | 18  | 7   | 2   | DNF | 8   | 14  | 17  | 14  | 3   | 43     |
| 12  | Bruno Spengler         | 6   | 12  | 3   | 11  | 2   | 10  | 12  | 15  | 16  | 13  | 42     |
| 13  | Augusto Farfus         | 8   | 5   | 21  | 14  | 10  | 2   | DNF | 7   | DNF | 17  | 39     |
| 14  | Adrien Tambay          | 3   | 10  | 5   | 9   | DNF | 6   | 11  | 18  | DNF | 19  | 36     |
| 15  | Paul di Resta          | 14  | 4   | 18  | 15  | DNF | 18  | 4   | DNF | DNF | 4   | 36     |
| 16  | Timo Glock             | 5   | DNF | 19  | 16  | 6   | 3   | 16  | DNF | 12  | 12  | 33     |
| 17  | Miguel Molina          | 13  | 6   | 2   | 22  | 12  | 11  | DNF | 9   | 18  | 9   | 30     |
| 18  | Daniel Juncadella      | 19  | DNF | 16  | 13  | 15  | 15  | 5   | 4   | 17  | 21  | 22     |
| 19  | Nico Müller            | 16  | 16  | 12  | 18  | 5   | 19  | DNF | DNF | DNF | 14  | 10     |
| 20  | Joey Hand              | 10  | 15  | 15  | 7   | 17  | 12  | 17  | 11  | 10  | 16  | 8      |
| 21  | António Félix da Costa | 21  | 11  | 8   | 20  | 11  | DNF | 13  | DNF | 13  | 10  | 5      |
| 22  | Gary Paffett           | 12  | 8   | DNF | 12  | 16  | 17  | 15  | 13  | 19  | 11  | 4      |
| 23  | Vitaly Petrov          | 17  | 17  | 17  | 19  | 18  | 20  | 18  | 12  | 11  | 18  | 0      |
| Pos | Coureur                | HOC | OSC | HUN | NOR | MSC | RBR | NÜR | LAU | ZAN | HOC | Punten |

2000 ·
2001 ·
2002 ·
2003 ·
2004 ·
2005 ·
2006 ·
2007 ·
2008 ·
2009 ·
2010 ·
2011 ·
2012 ·
2013 ·
2014 ·
2015 ·
2016 ·
2017 ·
2018 ·
2019 ·
2020 ·
2021 ·
2022 ·
2023 ·
2024 ·
2025

Lijst van coureurs